# Apartat de correus

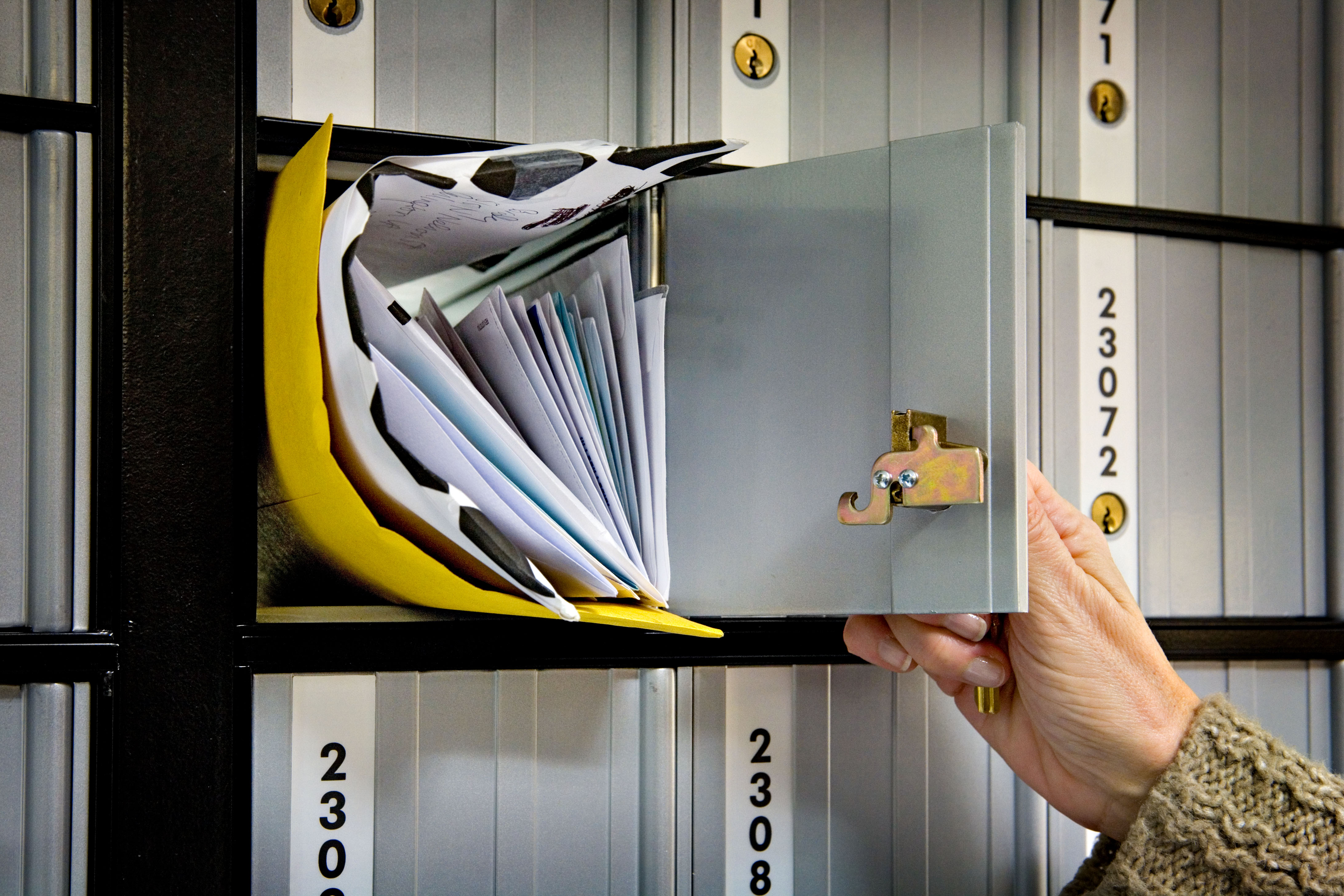
Un apartat de correus o apartat postal

Un apartat de correus, o apartat postal és un servei proporcionat per una oficina de correus, en el que es lloga una caixa o secció amb un número identificatiu en la qual el carter diposita la correspondència i l'usuari la va arecollir.
Els apartats de correus són llogats per una Oficina de Correus per terminis -mesos o anys- i preus que varien depenent de la grandària de la bústia; normalment poden accedir-hi tant persones jurídiques com persones físiques. Entre altres raons, s'usen quan no es disposa d'una adreça fixa, els carters no hi poden arribar o per no donar una adreça coneguda, aconseguint confidencialitat pel destinatari, evitant també visites indesitjades a domicilis particulars.
A algunes llocs, particularment a les zones rurals on no existeix un servei de correus porta a porta. Si s'envia un correu a una adreça rural serà retornat al remitent amb motiu «No es pot lliurar», sent necessari als usuaris l'ús d'apartats de correus per aconseguir rebre la correspondència.

## Instal·lació de les caixes

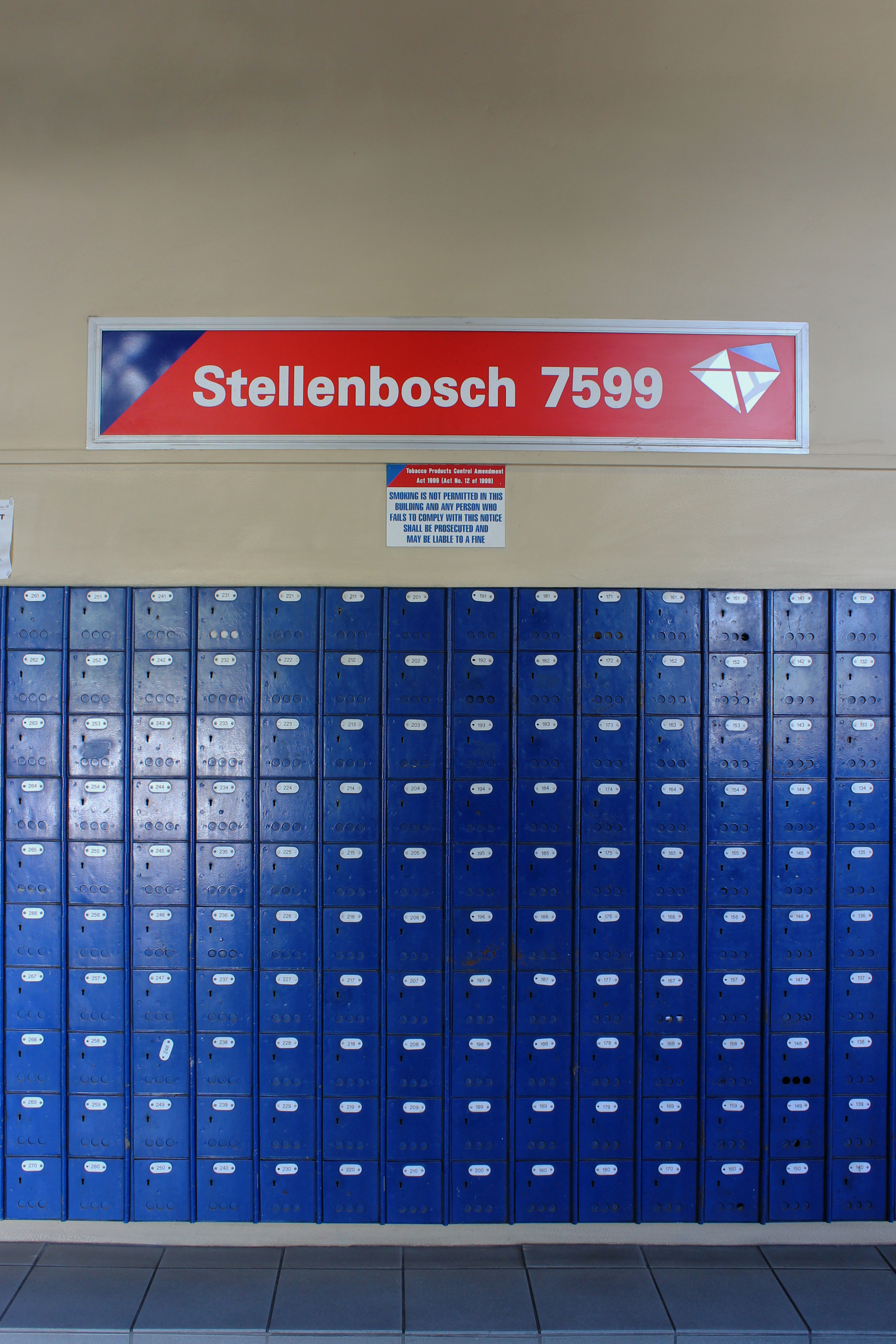
Bústies d'apartats de correus sud-africans (Stellenbosch) als quals el públic té accés les 24 hores del dia.

Les caixes de correus generalment es munten en una paret de l’oficina de correus, ja sigui en una paret externa o en una paret d’un vestíbul, de manera que el personal de dins pot dipositar el correu per la part posterior de la caixa, mentre que a l'atre costat, al vestíbul o a l'exterior de l'edifici, hi ha una porta amb clau (algunes caixes de correus utilitzen un combinació amb teclat) per on els usuaris poden obrir la seva caixa per recuperar el correu.

## Adressa de destinació
Per efectuar un enviament a un apartat de correus és necessari especificar en el sobre una adreça de l'estil:
```
Nomb Cognom Cognom 

Apartat de correus 012345

CP: 12345, Població País

```

## Paquets
Si un paquet no cap en una caixa d¡apartat postal, el cap de correus deixarà una nota per avisar al client de recollir el paquet del taulell. En algunes oficines de correus, es deixarà una clau a la caixa postal que correspongui a una caixa més gran i bloquejada (armari de paqueteria) on el client podrà recollir el seu paquet si no cal una signatura. Molt sovint, en aquest cas, una vegada que s'utilitza la clau per obrir la caixa més gran i bloquejada, el patró no pot tornar a treure la clau, però tampoc no es pot assegurar la porta. Les notes també es deixaran a la bústia postal pel que fa al reemborsament (COD) i al correu certificat que s'ha de signar.
El 2011, el Servei Postal dels Estats Units va iniciar un programa pilot anomenat "gopost" que instal·lava caixes més grans per gestionar la recollida de paquets des d'una estació sense personal. Una caixa determinada pot ser utilitzada per diversos clients gràcies a la integració d'un ordinador que accepta un codi de lliurament. Deutsche Post va iniciar un concepte similar anomenat Packstation el 2001.

### Lliurament de paquets per part de transportistes privats
Fins al 2012, el lliurament de paquets a les caixes de correus de USPS no estava disponible per a operadors privats com UPS, FedEx i altres. A principis del 2012, el servei postal va introduir un servei d’adreça postal (PBSA) que permet als titulars de la caixa combinar l’adreça postal de l’oficina de correus on es troba la seva caixa amb el número de la seva caixa de correus en un format de direcció de carrer. Una publicació de la indústria de correu va denominar el nou servei "un servei fantàstic per a les persones que ja tenen una bústia postal i que no volen que els paquets es lliurin a casa".
L'Amazon Locker, operat de manera privada, iniciat el 2011, és un servei similar de recollida (i devolució) d'un sol ús per a paquets enviats des de i cap a l'empresa.